# 阿克里·沙尼
丹斯里阿克里·沙尼（1961年10月3日—），前马来西亚皇家警察成员，现企业商人。他是能源科技综合体企业的独立非执行董事兼副主席，也是马来西亚国家企业家机构（PUNB）主席。
他曾于2020年8月14日至2021年5月3日担任全国副总警长，并在2021年5月4日至2023年6月22日期间担任马来西亚第13任全国总警长。之后，他加入几家企业综合体担任非执行董事兼副主席。2023年9月1日，他受委担任马来西亚国家企业家机构（PUNB）主席。

## 生平
阿克里·沙尼于1961年10月3日出生在雪兰莪的八打灵再也。他在马来西亚工艺大学（UTM）就读时进修科学管理系，获得土木工程荣誉学位，然后继续攻读硕士学位，并获得理科硕士学位（管理系）。

## 职业生涯
1986年2月2日，阿克里·沙尼以见习助理警监身分（ASP），正式加入马来西亚皇家警察，在吉隆坡士马勒警察训练中心受训。在警队任职期间，他在各州地区以及武吉阿曼警察总部内担任过各种职务。
1987年，他首先加入吉隆坡警察总部行政组警官。之后在1991年，阿克里·沙尼加入内部安全及公共秩序部交警组，在经历了3年的磨练后，于1994年晋升为副警监。1996年，他在同一个部门晋升为警监。2000年，他进行学历深造后，2002年担任金宝县副警区主任，警阶为警监。2003年，阿克里·沙尼出任行政部警监一职。2004年，他担任新古毛警察训练营指挥官，当时的警阶为助理警察总监。2005年，加入武吉阿曼刑事罪案调查部助理主任，警阶为高级助理警察总监第二级。2006年，担任登嘉楼总警长，警阶为高级助理警察总监第一级。2007年，升任武吉阿曼刑事罪案调查部副主任，警阶为副总监。2008年，他担任行政部负责训练的副主任。2009年，他兼任行政部安排服务与职位副主任，当时警阶为副总监。2009年，他调往武吉阿曼刑事罪案调查部（JSJ）。2011年，他调往砂拉越州警察总部担任警察总监。2012年，任砂拉越副警察总监。2013年，他调任霹雳州担任州总警长，警阶也晋升为总监。2014年，他重返武吉阿曼警察总部，出任多个部门总监一职，包括2014-2016年防范罪案及社区安全部（JPJKK）的总监和2017年武吉阿曼商业罪案调查部（JSJK）总监一职。2018年，他接替即將退休的阿都玛南（Abdul Manan Mohd Hassan）职位，担任武吉阿曼策略与科技资源部（StaRT）总监。2018-2020年，担任武吉阿曼内部安全及公共秩序部（Jabatan KDNKA）总监。

### 任内事迹
阿克里·沙尼在警队以侦破一连串诈骗案的成就而闻名。2016年8月5日，阿克里·沙尼以诱捕方式逮捕一名尼日利亚「非洲骗局」的男子，该案涉及360万令吉，犯罪嫌疑人利用社交媒体欺骗受害者支付金钱到其帐户。6日之后，他在侦查相同的诈骗案中取得突破，成功逮捕三名尼日利亚男子和一名本地女子，并宣布警方已经解决了24个与马六甲、霹雳州、雪兰莪州和联邦首都等州属的有关的案件。同年8月16日，他联同槟城警队捣毁一个「澳门骗局」集团，成功逮捕97人，其中包括89名外国人，并起获总值约40万令吉的设备。
他其中一项著名的成就是2017年2月与新加坡执法当局合作，打击非洲爱情包裹诈骗集团，并成功在马新两地逮捕34人归案。同年4月，他侦破涉及3100万零吉的棕榈油投资诈骗案，成功逮捕诈骗案背后的关键人物，该案以提供每12天发放一次股息诱骗受害者，并发放奖金给其他招募投资该计划的人。5月，阿克里·沙尼联同其他政府部门合作袭击位于槟城的外汇交易公司「解救普通人」（JJPTR）的八个办事处，成功逮捕包括该公司创始人李宗聖在内，共有19人落網，當中包括15名員工以及4名投資者，该公司透过非法集资声称可以通过炒外汇和比特币交易每月能提供20%及10%回酬，后来该团体声称其账户遭到黑客入侵，导致损失超过4亿美元（17亿令吉）后崩盘。同年8月下旬，阿克里·沙尼和他的团队捣毁了一个伪造并出售一触即通卡(Touch 'n Go)的集团。该组织由五名成员组成，通过发行伪造的卡再低价出售，能够在三个活跃月份内赚取高达500,000令吉的利润，警方突袭行动中查获了264张伪造的一触即通卡和其他工具，价值约20万令吉。

### 全国副总警长（2020-2021）
2020年8月13日，阿克里·沙尼在蕉赖的警察学院举行的交接仪式中，接替提前退体的马兹兰·曼索（Datuk Mazlan Mansor）的职位，代理了一天的副全国总警长。之后在14日，国家元首苏丹阿都拉陛下接受首相慕尤丁的提名签署委任状后，阿克里·沙尼在马来西亚内政部举行的交接仪式中，正式从内政部长韩沙再努丁手中接任全国副警察总长的委任状，即日生效。在他担任全国副总警长职位之后，他负责确保在冠状病毒大流行的整个防疫期间所采取的安全措施。
2021年4月26日，阿克里沙尼被指责在一起学生投诉面临教师强奸威胁的新闻发布会上，他表示这可能只是在开玩笑，受到广泛批评。然而，他反驳《当今大马》和《中国报》的两份报道不实，指出这两个报道并没有完整报导当时的言论，内政部随着致电《当今大马》和《中国报》，要求就有关新闻报道作出解释。

### 全国总警长（2021-2023）
2021年4月30日，时任全国总警长阿都哈密·巴多尔即将卸任退休之际召开记者会，提前宣布阿克里·沙尼是他的接班人，并在记者会上揭露时任内政部长韩沙再努丁干涉警队内部制度。5月3日，阿克里·沙尼在内政部副部长依斯迈莫哈末沙益的见证下，正式接任全国总警长一职，这项委任从5月4日正式生效。同年5月6日，阿克里沙尼透露，警方已联同反贪污委员会对前全国警察总长阿都哈密指控内政部长韩沙再努丁滥权干涉警队政治部一事展开调查。
12月12日，阿克里沙尼对一马公司案（1MDB）通缉犯刘特佐至今未列入国际刑警生公开的红色通缉令名单表示关注，指示有关单位尽快跟进此事。不过他稍后解释，指刘特佐是列入仅限于执法机构的内部共享名单，补充说明国际刑警组织可以根据严重程度是否构成公共安全威胁，才决定是否可以向执法机构公开或限制通知。
2022年8月4日，Meta揭露马来西亚皇家警察利用巨魔农场（troll farm）宣传政府并批评反对党的指控。警方在8月5日发表两段否认声明，但表示会认真对待这些指控。在调查结果缓慢亦无任何消息的情况下，阿克里沙尼被民主行动党主席林冠英在8月15日点名，要求尽快公开其调查结果，以捍卫警队的信誉和诚信，但不予受理。9月13日，阿克里沙尼在一场委任仪式上再被寻问有关问题时，他强烈否认Meta的指控，表示正在调查。
8月18日，针对法庭审讯前首相纳吉·阿都拉萨涉及的SRC案件中，网络上出现恐吓联邦法院首席大法官东姑麦润的留言威胁，阿克里沙尼立刻在隔天指示武吉安曼刑事罪案调查部展开调查。警方随即在当天晚上拘捕一名在雪兰莪州的男性。
2023年6月中旬，阿克里沙尼宣布基于私人理由，决定提早3个多月卸任全国总警长一职，并在7月首个星期正式退休。在该项宣布中，他表示收到了警队以外的工作提仪，并已将同年7月与8月份举行的6州选举警力分配工作交给继任者接替。6月22日，阿克里沙尼在吉隆坡警察训练中心举行的职责移交仪式上，正式卸下全国总警长职务。他在致词仪式时指出，他的离职与首相安华·依布拉欣提出的一项退休后计划有关。阿克里沙尼表示，他原本是有意继续任职10月3日约满为止，但在首相提出的退休计划提议让他感到惊讶，但依然对这项提议表示感谢，是他作出提前离职的原因。
内政部长赛夫丁纳苏迪安对此作出回应表示，以合约形式受委的警官或公务员，可以随时中止服务或缩短任期，这些实属正常的程序，当中不涉及争议。赛夫丁指出，他对阿克里沙尼在担任警察总长期间所提供的服务感到满意，并感谢后者对于警队所作出的贡献。另外，他也表示与阿克里沙尼谈及退休后的安排，并有意让后者前往外国担任重要职务，但被阿克里沙尼以不舍得与家人分开为由而婉拒了这项安排。

### 踏入商界
2023年7月20日，科技集团迪耐（DNeX）宣布委任阿克里沙尼担任该集团的独立非执行副主席，并于8月1日生效，他持有该集团375,000股份。他在石油與天然氣公司Steel Hawk亦担任相同职务。同年9月1日，阿克里沙尼受委担任马来西亚国家企业家机构（PUNB）主席，即日生效。

## 封衔
- 马来西亚 :
  -  护国丞官勋章 (KMN) (1999)[34]
  -  国家领袖勋章 (PJN) – 拿督 (2019)[35]
  -  护国领袖勋章 (PMN) – 丹斯里 (2021)[36]
- 彭亨 :
  -  彭亨王冠拿督勋章 (DIMP) – 拿督 (2006)[37]
  -  苏丹阿末沙效忠斯里勋章 (SSAP) – 拿督斯里 (2016)[38]
- 霹靂 :
  -  霹雳英勇拿督勋章 (DPTS) – 拿督巴拉旺 (2015)[39]
  -  霹雳英勇斯里勋章 (SPTS) - 拿督斯里邦里玛 (2020)[40]
- 檳城 :
  -  槟州领袖勋章 (DPPN) – 拿督斯里 (2020)[41][42]
- 马六甲 :
  -  马六甲辉煌勋章 (DGSM) – 拿督斯里 (2021)[43]

### 外国封衔
- 新加坡
  -  卓越服务勋章（Darjah Utama Bakti Cemerlang）（2024）[44]